# Geländeteile im Umfeld des Dieslingsees
Geländeteile im Umfeld des Dieslingsees este o arie protejată (arie specială de conservare — SAC, sit de importanță comunitară — SCI) din Austria întinsă pe o suprafață de 3,07 ha, integral pe uscat.

## Localizare
Centrul sitului Geländeteile im Umfeld des Dieslingsees este situat la coordonatele 46°57′09″N 13°56′43″E / 46.9525°N 13.9453°E.

## Înființare
Situl Geländeteile im Umfeld des Dieslingsees a fost declarat sit de importanță comunitară în decembrie 2018 pentru a proteja un număr necunoscut de specii din flora spontană și fauna sălbatică aflate în arealul zonei. Situl a fost protejat și ca arie specială de conservare în octombrie 2020.

## Biodiversitate
Situată în ecoregiunea alpină, aria protejată conține 1 habitat natural: Formațiuni pioniere alpine de Caricion bicoloris-atrofuscae.
La baza desemnării sitului se află un număr nedeclarat de specii protejate.